# Еднисть-2
«Еднисть-2» (укр. ФК «Єдність-2» Плиски) — украинский любительский футбольный клуб из села Плиски Борзнянского района Черниговской области. Является фарм-клубом и молодёжной командой клуба второй украинской лиги «Еднисть». Играет в чемпионате Черниговской области, постоянный участник чемпионатов и кубков Украины среди любителей. В сезоне 2008/09 команда принимала участие в розыгрыше кубка Украины где выбыла уже в первом предварительном раунде.

## Название
Украинское «Єдність» — «Единство».

## Достижения
- Чемпион Черниговской области — 2008, 2009, 2010.
- Бронзовый призёр Черниговской области — 2007.
- Обладатель Кубка Черниговской области — 2007, 2008, 2009.
- Обладатель Суперкубка Черниговской области — 2007, 2009.
- Чемпион Украины среди любителей — 2009.
- Серебряный призёр Чемпионата Украины среди любителей — 2007.
- Бронзовый призёр Чемпионата Украины среди любителей — 2008, 2010.
- Обладатель Кубка Украины среди любителей — 2007.

## Статистика выступлений в Кубке регионов УЕФА
| Кубок регионов УЕФА 2010/11. Группа 8 | Кубок регионов УЕФА 2010/11. Группа 8 | Кубок регионов УЕФА 2010/11. Группа 8 | Кубок регионов УЕФА 2010/11. Группа 8 | Кубок регионов УЕФА 2010/11. Группа 8 | Кубок регионов УЕФА 2010/11. Группа 8 | Кубок регионов УЕФА 2010/11. Группа 8 | Кубок регионов УЕФА 2010/11. Группа 8 | Кубок регионов УЕФА 2010/11. Группа 8 |
| #                                     | Клуб                                  |                                       | И                                     | В                                     | Н                                     | П                                     | М                                     | Очки                                  |
| ------------------------------------- | ------------------------------------- | ------------------------------------- | ------------------------------------- | ------------------------------------- | ------------------------------------- | ------------------------------------- | ------------------------------------- | ------------------------------------- |
| 1                                     | Еднисть-2                             | 3                                     | 3                                     | 0                                     | 0                                     | 15 − 0                                | 9                                     |                                       |
| 2                                     | Яловень                               | 3                                     | 2                                     | 0                                     | 1                                     | 3 − 2                                 | 6                                     |                                       |
| 3                                     | Фламинко/РФШ                          | 3                                     | 1                                     | 0                                     | 2                                     | 4 − 10                                | 3                                     |                                       |
| 4                                     | Чевик                                 | 3                                     | 0                                     | 0                                     | 3                                     | 1 − 11                                | 0                                     |                                       |

| Кубок регионов УЕФА 2010/11. Финальный турнир. Группа A | Кубок регионов УЕФА 2010/11. Финальный турнир. Группа A | Кубок регионов УЕФА 2010/11. Финальный турнир. Группа A | Кубок регионов УЕФА 2010/11. Финальный турнир. Группа A | Кубок регионов УЕФА 2010/11. Финальный турнир. Группа A | Кубок регионов УЕФА 2010/11. Финальный турнир. Группа A | Кубок регионов УЕФА 2010/11. Финальный турнир. Группа A | Кубок регионов УЕФА 2010/11. Финальный турнир. Группа A | Кубок регионов УЕФА 2010/11. Финальный турнир. Группа A |
| #                                                       | Клуб                                                    |                                                         | И                                                       | В                                                       | Н                                                       | П                                                       | М                                                       | Очки                                                    |
| ------------------------------------------------------- | ------------------------------------------------------- | ------------------------------------------------------- | ------------------------------------------------------- | ------------------------------------------------------- | ------------------------------------------------------- | ------------------------------------------------------- | ------------------------------------------------------- | ------------------------------------------------------- |
| 1                                                       | Брага                                                   | 3                                                       | 3                                                       | 0                                                       | 0                                                       | 8 − 3                                                   | 9                                                       |                                                         |
| 2                                                       | Злин                                                    | 3                                                       | 2                                                       | 0                                                       | 1                                                       | 4 − 4                                                   | 6                                                       |                                                         |
| 3                                                       | Вюртемберг                                              | 3                                                       | 1                                                       | 0                                                       | 2                                                       | 3 − 4                                                   | 3                                                       |                                                         |
| 4                                                       | Еднисть-2                                               | 3                                                       | 0                                                       | 0                                                       | 3                                                       | 2 − 6                                                   | 0                                                       |                                                         |

### Матчи
| Дата            | Место      | Соперник     | Счёт |
| --------------- | ---------- | ------------ | ---- |
| 28 августа 2010 | Чернигов   | Чевик        | 5:0  |
| 30 августа 2010 | Плиски     | Фламинко/РФШ | 8:0  |
| 1 сентября 2010 | Плиски     | Яловень      | 2:0  |
| 21 июня 2011    | Вила-Верди | Вюртемберг   | 0:2  |
| 23 июня 2011    | Барселуш   | Брага        | 1:2  |
| 26 июня 2011    | Брага      | Злин         | 1:2  |